# アントワーヌ・ド・リュクサンブール
アントワーヌ・ド・リュクサンブール（Antoine de Luxembourg, ? - 1519年）は、フランスの貴族。ブリエンヌ伯、ルシー伯、リニー伯。

## 生涯
サン＝ポル伯ルイとその最初の妻のマルル女伯・ソワソン女伯ジャンヌの間の四男として生まれた。1482年、兄ピエール2世の死に伴い、ブリエンヌ伯領を相続した。1495年には所領のルシーが伯爵領に昇格した。1510年にルシヨン伯シャルル・ド・ブルボン（ブルボン公シャルル1世の庶出の孫）が死ぬと、1475年の父の処刑と同時に没収されていた、ルクセンブルク＝リニー家の先祖伝来の領地リニー伯領を取り戻した。
最初の妻シャルニー女伯アントワネット・ド・ボーフルモンとの間には娘を1人もうけた。
- フィリベルト（? - 1539年） - 1495年、オランジュ公ジャン・ド・シャロンと結婚

2番目の妻でシメイ伯フィリップの娘フランソワーズ・ド・クロイとの間には息子を1人もうけた。
- シャルル（1488年 - 1530年） - リニー伯、ブリエンヌ伯、ルシー伯

この他、庶子にリュケモンの領主アントワーヌ（1538年没）がおり、その家系は1670年まで続いた。